# MNRK Music Group
MNRK Music Group (voorheen Koch Records, E1 Music en eONE) is een platenlabel van Michael Koch, dat is opgericht in 1999. Er staan vooral rap, maar ook rock en klassieke artiesten onder contract, maar ze hebben ook CD's voor kinderen gemaakt zoals Barney & Friends en Sesame Street.

## Artiesten
- Snoop Dogg
- Mobb Deep
- Cypress Hill
- Basia
- Master P
- B-Real
- Jim Jones
- Daz
- Kurupt
- Cledus T. Judd
- Ringo Starr
- Joan Baez
- Chris Brubeck
- Bob James
- The Game

### Voormalig
- Kittie